# تیم ملی فوتبال بلاروس

تیم ملی فوتبال بلاروس یک تیم فوتبال بین‌المللی است که به نمایندگی از کشور بلاروس به میدان می‌رود. این تیم زیر نظر فدراسیون فوتبال بلاروس فعالیت می‌کند. زمین خانگی تیم بلاروس استادیوم باریساو آرنا در شهر باریساو می‌باشد. بلاروس تاکنون موفق به راهیابی به جام جهانی یا جام ملت‌های اروپا نشده‌است. مربیگری تیم بلاروس از دسامبر سال ۲۰۱۴ بر عهده الکساندر خاسکویچ می‌باشد، که ۲۰ گل ملی زده‌است و۶۳بار لباس تیم ملی را پوشیده است. لقب این تیم (بال سفید) است. این تیم پس از تجزیه اتحاد جماهیر شوروی اولین بازی خود را برابر لیتوانی انجام داد. اما اولین بازی که فیفا به رسمیت شناخت بازی دوستانه ای  در ۸ روز بعد مقابل اوکراین بود.

## تامین کننده کیت
از سال ۲۰۲۲ تا اکنون برند اررا تولید کیت این تیم را بر عهده دارد.